# Louis d'Orléans (évêque)
Pour les articles homonymes, voir Louis d'Orléans.
Louis d'Orléans, mort le 27 mars 1397 à Jérusalem, est un prélat français du XIVe siècle. Louis est un fils naturel du duc d'Orléans, frère du roi Jean II.

## Biographie
Louis est moine de l'abbaye de Saint-Lucien. Il est conseiller du parlement de Paris et maître des enquêtes et est évêque de Poitiers et puis de Beauvais.

## Source
- La France pontificale[réf. incomplète]